# Passo do Verde (districte de Santa Maria)
Passo do Verde és un dels deu districtes en què es divideix la ciutat de Santa Maria, a l'estat brasiler de Rio Grande do Sul. Limita amb els districtes Arroio do Só, Pains, Santa Flora, i, amb els municipis de Formigueiro i São Sepé.'

## Barris
El districte es divideix en les següents barris:
1. Passo do Verde